# Eupithecia grenadensis
Eupithecia grenadensis är en fjärilsart som beskrevs av Eugen Wehrli 1927. Eupithecia grenadensis ingår i släktet Eupithecia och familjen mätare. Inga underarter finns listade i Catalogue of Life.